# مليندا ميتز
مليندا ميتز (بالإنجليزية: Melinda Metz)‏ (7 مارس 1962، سان خوسيه في الولايات المتحدة)؛ كاتِبة مُتخصِّصة في أدب الأطفال وروائية أمريكية.

## روابط خارجية
- مليندا ميتز على موقع IMDb (الإنجليزية)